# Edith Northman
Edith Mortesen Northman, née en octobre 1893 au Danemark et morte en 1956 dans l'Utah aux États-Unis, est une architecte américaine. Elle est l'une de première femme à devenir architecte dans le sud de la Californie et la première femme à être enregistrée comme architecte à Los Angeles. Elle a travaillé sur une centaine de bâtiments de la région, tant au niveau résidentiel que commercial.

## Jeunesse et formation
Edith Mortensen Northman est née le 8 octobre 1893 au Danemark d'un père danois et une mère suédoise. La famille s'installe en Norvège alors qu'elle a 9 ans et y reste durant toute sa scolarité au lycée. Elle s'installe à Copenhague pour étudier l'art au Studio School of Arts dans l'atelier de Frede Aamodt. La famille émigre aux États-Unis en 1914, et quelques années plus tard Northman s'installe à Brigham City, Utah, où elle exerce comme bibliothécaire. Elle s'intéresse à l'architecture et en 1918, déménage à Salt Lake City, où elle travaille comme dessinatrice pour Eugene R. Wheelon.
Pour des raisons de santé, elle déménage à Los Angeles en 1920, et travaille avec l'architecte Henry J. Knauer, et plus tard Clarence J. Smale ; elle obtient le poste de dessinatrice en chef. Elle ouvre son propre cabinet d'architecte, West & Northman, en 1926, et dans la foulée s'inscrit à l'université du Sud de la Californie pour étudier l'architecture. Elle reçoit son diplôme de l'USC en 1930 et son titre d'architecte l'année suivante.
Le journaliste américain Jack Anderson est son neveu.

## Carrière
Au cours de sa carrière, qui commence pendant la Grande Dépression et s'étend sur un quart de siècle, Northman conçoit une centaine de bâtiments : maisons individuelles, immeubles d'habitation et hôtels, une église, une synagogue, des usines, des stations essence, et des bâtiments commerciaux. Elle crée des bâtiments d'habitation en Californie du sud, à Beverly Hills, Hancock Park, Wilshire Park, Los Feliz, Los Angeles, et Palm Springs. Son style architectural est éclectique. Il s'inscrit dans le modèle américain minimaliste des années 30, nommé Minimal Traditional. On retrouve des éléments d'architecture européenne dans son église luthérienne et l'ensemble hôtelier Normandie Mar Apartments. Elle s'inspire également du style paquebot (en anglais Streamline Moderne).
Certains de ses clients sont rattachés à l'industrie du film, dont l'acteur Jean Hersholt pour qui elle dessine une résidence à Beverly Hills. Elle est conseillère du film Woman Chases Man, dans lequel l'héroïne est une architecte. L'un de ses plus gros contrats est pour la firme Union Oil Company, pour laquelle elle conçoit une cinquantaine de stations essence, le long de la côte ouest, de San Diego à Vancouver. La compagnie dépose deux brevets pour ses dessins de station essence en 1934.
L'ensemble hôtelier Normandie Mar Apartments construit à Fresno est inspiré de châteaux français, avec toits inclinés à forte pente, fenêtres à petits carreaux et meneaux, tourelles décoratives et décors extérieurs en stuc.
Pendant la Seconde guerre mondiale, Northman travaille sur des fortifications, des hôpitaux, des latrines, et autres projets destinés au corps du génie de l'armée américaine. Après la guerre,elle revient à sa pratique privée et se spécialise dans les ensembles immobiliers de vastes logements et les hôtels à Los Angeles et Palm Springs.
Au début des années 50, Northman est touchée par la maladie de Parkinson, et doit cesser son activité. Elle meurt en 1956 à Salt Lake City.

## Réalisations
- Temple Ohel Abraham, Los Angeles (1935)[8]
- Berger Winston Apartment Building, Los Angeles (1937)
- Danish Lutheran Church, Los Angeles (1937)
- Altman Apartments, Los Angeles (1939)
- Insley House, Los Angeles (1940)
- Normandie Mar Apartment Hotel, Fresno (1939)
- Villa Sevilla apartments, West Hollywood (1931)
- Laurel Manor Apartments, West Hollywood (1940)